# Чебан, Гаврил Васильевич
Гаврил Васильевич Чебан (1925 — после 1985) — комбайнёр Слободзейской МТС Молдавской ССР, Герой Социалистического Труда (18.06.1952).
Родился в 1925 году в селе Карагаш Слободзейского района Молдавской АССР.
В 1944 году после освобождения села от румынской оккупации призван в Советскую Армию. Участник боевых действий, награждён орденом Отечественной войны II степени (06.04.1985).
После демобилизации окончил Кугурештское училище механизации № 4, работал трактористом и комбайнером в Слободзейской МТС.
За достигнутые выдающиеся успехи Указом Президиума Верховного Совета СССР от 23.06.1966 присвоено звание Героя Социалистического Труда с вручением ордена Ленина и золотой медали «Серп и Молот».
Весной 1953 года назначен бригадиром специализированной тракторной бригады № 2, за которой в том числе были закреплены колхозные площади, занятые под посевы картофеля и овощей. За получение высокой урожайности этих культур в 1954 году награждён Малой золотой медалью ВДНХ и премирован мотоциклом.
С 1958 года после расформирования МТС работал механизатором в колхозе «40 лет Октября» села Карагаш.